# Coppa dell'Imperatore 1971
La Coppa dell'Imperatore 1971 è stata la cinquantunesima edizione della coppa nazionale giapponese di calcio.

## Formula
Formato (otto squadre che si affrontano in turni ad eliminazione diretta) e criteri di ammissione (otto squadre tra le prime quattro della Japan Soccer League e della All Japan College Football Championship) vengono confermati, ma viene abolita la finale per il terzo posto.

## Date
Tutte le gare del torneo si sono svolte al National Stadium di Tokyo, ad eccezione di due incontri dei quarti di finale
| Turno            | Data             |                 |
| ---------------- | ---------------- | --------------- |
| Quarti di finale | 26 dicembre 1971 |                 |
| Semifinali       | 30 dicembre 1971 |                 |
| Finali           | 1º gennaio 1972  | 1º gennaio 1972 |

## Squadre partecipanti
- Yanmar Diesel (Campione del Giappone)
- Mitsubishi HI (2° in Japan Soccer League)
- Nippon Steel (3° in Japan Soccer League)
- Hitachi (4° in Japan Soccer League)
- Tokyo Univ. Education (Vincitore della All Japan College Football Championship)
- Chūō Daigaku (Finalista della All Japan College Football Championship)
- Keiō Gijuku Daigaku (3° in All Japan College Football Championship)
- Waseda Daigaku (4° in All Japan College Football Championship)

## Risultati
|  | Quarti di finale | Quarti di finale      | Quarti di finale |               |               | Semifinali | Semifinali | Semifinali |  |  | Finale | Finale        | Finale |
|  |                  |                       |                  |               |               |            |            |            |  |  |        |               |        |
|  |                  | Yanmar Diesel         | 3                |               |               |            |            |            |  |  |        |               |        |
|  |                  | Waseda Daigaku        | 1                |               |               |            |            |            |  |  |        |               |        |
|  |                  | Waseda Daigaku        | 1                |               | Yanmar Diesel | 7          |            |            |  |  |        |               |        |
|  |                  |                       |                  |               | Yanmar Diesel | 7          |            |            |  |  |        |               |        |
|  |                  |                       | Nippon Steel     | 1             |               |            |            |            |  |  |        |               |        |
|  |                  | Chūō Daigaku          | Nippon Steel     | 1             | 1             |            |            |            |  |  |        |               |        |
|  |                  | Chūō Daigaku          |                  |               | 1             |            |            |            |  |  |        |               |        |
|  |                  | Nippon Steel          | 6                |               |               |            |            |            |  |  |        |               |        |
|  |                  |                       |                  |               |               |            |            |            |  |  |        | Yanmar Diesel | 1      |
|  |                  |                       |                  | Mitsubishi HI | 3             |            |            |            |  |  |        |               |        |
|  |                  | Hitachi               | 2                |               |               |            |            |            |  |  |        |               |        |
|  |                  | Tokyo Univ. Education | 1                |               |               |            |            |            |  |  |        |               |        |
|  |                  | Tokyo Univ. Education | 1                |               | Hitachi       | 1          |            |            |  |  |        |               |        |
|  |                  |                       |                  |               | Hitachi       | 1          |            |            |  |  |        |               |        |
|  |                  |                       | Mitsubishi HI    | 2             |               |            |            |            |  |  |        |               |        |
|  |                  | Keiō Gijuku Daigaku   | Mitsubishi HI    | 2             | 1             |            |            |            |  |  |        |               |        |
|  |                  | Keiō Gijuku Daigaku   |                  |               | 1             |            |            |            |  |  |        |               |        |
|  |                  | Mitsubishi HI         | 4                |               |               |            |            |            |  |  |        |               |        |

### Quarti di finale
| Squadra 1           | Risultato | Squadra 2             |
| ------------------- | --------- | --------------------- |
| Yanmar Diesel       | 3 - 1     | Waseda Daigaku        |
| Chūō Daigaku        | 1 - 6     | Nippon Steel          |
| Hitachi             | 2 - 1     | Tokyo Univ. Education |
| Keiō Gijuku Daigaku | 1 - 4     | Mitsubishi HI         |

### Semifinali
| Squadra 1     | Risultato | Squadra 2     |
| ------------- | --------- | ------------- |
| Yanmar Diesel | 7 - 1     | Nippon Steel  |
| Hitachi       | 1 - 2     | Mitsubishi HI |

### Finale
| Tokyo 1º gennaio 1972 | Yanmar Diesel | 1 – 3 | Mitsubishi Heavy Ind. | National Stadium |